# The Ash in Chicago
The Ash in Chicago is een livealbum van Wishbone Ash. De samenstelling van de muziekgroep is weer gewijzigd: oerlid Martin Turner heeft zijn biezen gepakt en keerde nooit (gegevens 2011) meer terug naar Wishbone Ash. Hij werd vervangen door Andy Pyle. De nummers zijn opgenomen tijdens een tweetal concerten die de band gaf in Chicago op 24 en 25 januari 1992 op Easy Street, Glenview.
Het album verscheen later onder andere titels op de markt waaronder Living proof en Keeper of the light naar liedjes van de band. Na dit album werd het lange tijd stil rond de band. Er werd wel opgetreden, maar pas in 1996 kwam met Illuminations nieuw werk.

## Musici
- Andy Powell – gitaar, zang
- Ted Turner – gitaar, zang
- Andy Pyle – basgitaar
- Ray Weston – slagwerk

## Muziek
| Nr. | Titel                  | Duur |
| --- | ---------------------- | ---- |
| 1.  | The king will come     | 7:39 |
| 2.  | Strange affair         | 5:42 |
| 3.  | Standing in the rain   | 6;23 |
| 4.  | Lost cause in paradise | 5:02 |
| 5.  | Keeper of the light    | 3:59 |
| 6.  | Throw down the sword   | 6:12 |
| 7.  | In the skin            | 8:39 |
| 8.  | Why don’t we           | 8:05 |
| 9.  | Hard times             | 5:02 |
| 10. | Blowing free           | 8:38 |
| 11. | Living proof           | 5:47 |